# Amédée Tardieu
Amédée Tardieu (* 18. August 1822 in Paris; † 14. Mai 1893 ebenda), eigentlich Amédée-Eugène Tardieu, war ein französischer Geograph, Bibliothekar und Diplomat.

## Biographie
Amédée Tardieu stammt aus der Kupferstecherfamilie Tardieu, folgte aber, wie sein Bruder, nicht dieser Tradition. Er studierte an der École nationale des chartes und schloss dort mit dem Bachelor in Geisteswissenschaften ab.
Wie sein Vater vor ihm wurde er, in seiner Eigenschaft als Kartograph, zum Attaché im Ministerium des Äußeren berufen. Ab 1857 war er zuerst als einfacher Bibliothekar in der Bibliothèque Mazarine und ab 1874 Bibliothekar am Institut de France. Er war an vielen Veröffentlichungen beteiligt. Er galt als ausgesprochener Kenner der antiken Geographie. Dies zeigte sich in seinem Hauptwerk, der Übersetzung der Werke von Strabon. Dafür bekam er von der Société de Géographie eine Goldmedaille verliehen. Außerdem erhielt er von der Vereinigung für Griechischstudien einen Geldpreis. Nicht zuletzt sollte er, einige Zeit nach der Veröffentlichung, noch eine Auszeichnung der Académie française erhalten.
1852 heiratete er die Pianistin Charlotte de Malleville. Ihr gemeinsamer Sohn André war der Vater des Politikers André Tardieu.

## Veröffentlichungen (Auszug)
- Sénégambie et Guinée, Paris : Firmin Didot frères, 1847
- Géographie de Strabon, Paris : Hachette, 1867, 6 Bände